# (52302) 1991 RL8
(52302) 1991 RL8 là một tiểu hành tinh vành đai chính. Nó được phát hiện bởi Henry E. Holt ở Đài thiên văn Palomar ở Quận San Diego, California, ngày 12 tháng 9 năm 1991.